# Route nationale 417
Pour les articles homonymes, voir Route nationale 417 (homonymie).
La route nationale 417 ou RN 417 était une route nationale française reliant Chaumont à Colmar. À la suite de la réforme de 1972, elle a été déclassée en RD 417.
Le numéro 417 a été réutilisé pour désigner la liaison de 8 km entre Pau et la RN 117, dans la commune de Lescar. Depuis 2006, elle a été déclassée.[Laquelle ?]
Voir l'ancien tracé de la RN417 sur GoogleMaps

## Ancien tracé de Chaumont à Saint-Loup-sur-Semouse

### Ancien tracé de Chaumont à Val-de-Meuse D 417
- Chaumont (km 0)
- Biesles (km 10)
- Mandres-la-Côte (km 15)

À 2 km avant Montigny-le-Roi elle faisait tronc commun avec l'ancienne RN 74 (départementalisée en RD 74) jusqu'au village.

### Ancien tracé de Val-de-Meuse à Saint-Loup-sur-Semouse D 417
- Montigny-le-Roi (Cne de Val-de-Meuse) (km 29)
- Meuse (Cne de Val-de-Meuse) d'où la RN 429 s'en détachait (km 34)
- Dammartin-sur-Meuse (km 37)
- Bourbonne-les-Bains où elle croisait la RN 460 (km 50)
- Fresnes-sur-Apance (km 59)
- Châtillon-sur-Saône (km 63)
- Montcourt (de nos jours la RD 417 est déviée et n'y passe plus) (km 70)
- Corre (km 74)
- Demangevelle (km 77)
- Vauvillers où elle croisait la RN 434 (km 82)
- Mailleroncourt-Saint-Pancras (km 86)
- Cuve (km 93)
- Bouligney (km 94)
- Saint-Loup-sur-Semouse (km 98)

La route faisait ensuite tronc commun avec la RN 64 pour la traversée de Saint-Loup puis avec la RN 57BIS jusqu'à Plombières-les-Bains et enfin avec la RN 57 jusqu'à Remiremont

## Ancien tracé de Remiremont à Colmar D 417
- Remiremont
- Saint-Étienne-lès-Remiremont (km 135)
- Celles (km 138)
- Saint-Amé (km 140)
- Le Syndicat (km 141)
- Julienrupt (km 142)
- La Forge (km 147)
- Le Tholy (km 149)
- Gérardmer où la RN 486 et la RN 423 la rejoignaient (km 160)
- Xonrupt-Longemer (km 165)
- Col de la Schlucht
- Soultzeren (km 189)
- Stosswihr (km 190)
- Munster (km 193)
- Griesbach-au-Val (km 195)
- Wintzenheim (km 206)
- Colmar (km 212)